# Гиздавешти (Долж)
Гиздавешти (рум. Ghizdăvești) насеље је у Румунији у округу Долж у општини Челару. Oпштина се налази на надморској висини од 135 m.

## Становништво
Према подацима из 2002. године у насељу је живело 1028 становника.

### Попис2002.
| Расподела становништва по националности 2002.‍ | Расподела становништва по националности 2002.‍ | Расподела становништва по националности 2002.‍ | Расподела становништва по националности 2002.‍ | Расподела становништва по националности 2002.‍ |
| --------------------------------------------- | --------------------------------------------- | --------------------------------------------- | --------------------------------------------- | --------------------------------------------- |
|                                               |                                               |                                               |                                               |                                               |
| Румуни                                        | Румуни                                        |                                               | 991                                           | 96,4%                                         |
| Роми                                          | Роми                                          |                                               | 37                                            | 3,6%                                          |